# Centro comercial Águilas Plaza
Águilas Plaza es un centro comercial español ubicado en El Hornillo, una zona residencial situada al este de Águilas (Murcia). Tiene una superficie construida de 71 000 m², 21 500 están destinados a superficie comercial y 3200 a terrazas exteriores. Al lado del centro comercial se encuentran los Multicines El Hornillo, que cuentan con 8 salas.
En él se pueden encontrar homenajes al ferrocarril y al mar, dos señas de identidad de la ciudad de Águilas, como los bancos colocados por los pasillos que asemejan pequeños botes de vela, los neones azules situados en el vestíbulo principal que recuerdan las olas del mar o los dos acuarios presentes en la entrada principal. También se encuentra un busto del actor aguileño Paco Rabal, a la entrada del centro comercial. 
El centro comercial consta de: dos plantas de aparcamiento con 1300 plazas, que junto a otras 300 plazas en la superficie, totalizan unos 1500 aparcamientos; una planta baja donde está situada la tienda ancla, del grupo Carrefour, y diversos locales comerciales y una segunda planta con bolera, cafetería, terraza, etc.

## Accesos

### Por carretera / a pie
El centro está a 10 minutos a pie desde la plaza de España, y por carretera se accede desde la Carretera de Águilas.

### En autobús
Cuenta con una parada de bus en las inmediaciones, prestando servicio las líneas Circular y L (Calabardina-Calarreona) de Águilas Movilidad.

## Horarios
Uno de los elementos más importantes de este centro comercial es que abre sus puertas al público los 365 días del año con el siguiente horario. El centro comercial siempre abre a las 10:00.
- Horario de la zona comercial:

| Días           | Hora             |
| -------------- | ---------------- |
| Todos los días | de 10:00 a 22:00 |

- Horario de la zona de ocio y restauración:

| Días              | Hora            |
| ----------------- | --------------- |
| Domingo a jueves  | de 10:00 a 1:00 |
| Viernes y Sábados | de 10:00 a 3:00 |

## Apertura

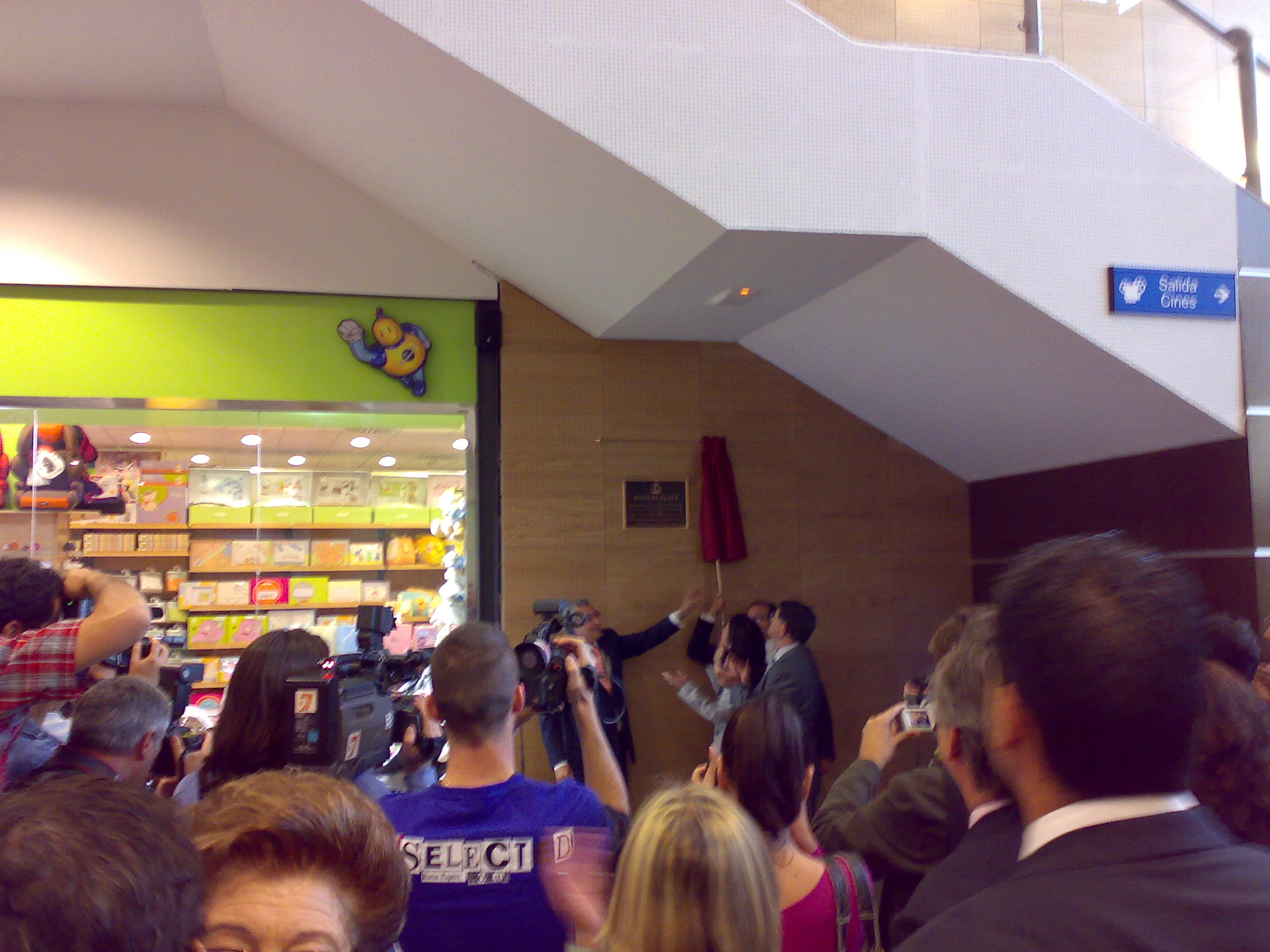
El alcalde de Águilas, Juan Ramírez Soto, descubriendo la placa de inauguración

El 20 de mayo de 2008 se procedió a la inauguración oficial de Águilas Plaza a las 20:30, siendo inaugurado por la consejera de Economía, Inmaculada García y el alcalde de Águilas, Juan Ramírez Soto. Este acto contó con la presencia del alcalde de Lorca, Francisco Jódar Alonso, el delegado de gobierno de Castilla y León, Miguel Alejo Vicente, y la ex miss España María José Suárez. Este día sólo se podía acceder al centro comercial con una invitación. En total asistieron 2000 invitados.
Un día después, el 21 de mayo fue la apertura al público en general.

## Tiendas
Establecimientos que componen el centro comercial Águilas Plaza a junio de 2024.

### Moda y complementos
- Alí Babá
- DicoCamas
- Nazca
- Para Ir Mona

### Deportes

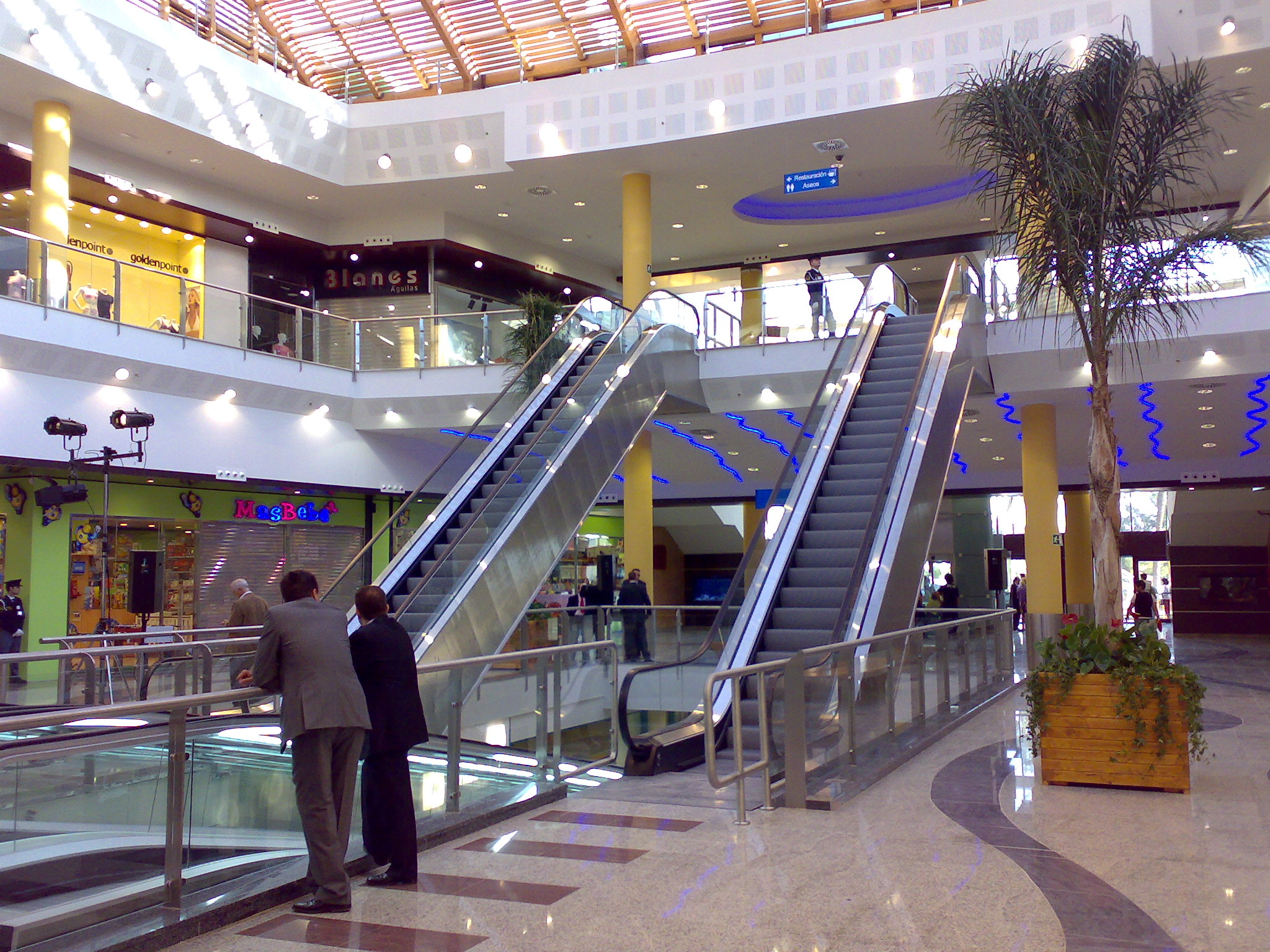
El centro comercial, momentos antes de la inauguración el 20 de mayo

- Décimas

### Tiendas especializadas
- Administración de Loterías Virgen De La Soledad
- Farmacia Zarauz
- Phone Gadget

### Alimentación
- Carrefour

### Restauración
- Coffee Center

### Belleza y cosmética
- Marvimundo

### Ocio
- Cines El Hornillo (al lado del centro comercial)

### Servicios Especiales
- Lavadero López & Navarro

### Establecimientos del entorno
Además de los Multicines el Hornillo, en las proximidades del centro comercial se encuentra Burger King y una gasolinera Carrefour.